# بن دور
بن دور (انگلیسی: Ben Dörr؛ زادهٔ ۲۵ ژانویهٔ ۲۰۰۵) راننده مسابقه‌ای اهل آلمان است.